# Jaco Venter
Jacobus Venter (Stellenbosch, 13 februari 1987) is een voormalig Zuid-Afrikaans wielrenner die jarenlang reed voor Team Dimension Data. Eerder reed hij voor onder meer Veranda's Willems en Trek-Marco Polo Cycling Team. Venter is gespecialiseerd in tijdrijden en won in 2009 het Zuid-Afrikaanse kampioenschap tijdrijden voor elite. Zeven jaar later werd hij nationaal kampioen op de weg.

## Belangrijkste overwinningen
2009
 Zuid-Afrikaans kampioen tijdrijden, Elite
 Zuid-Afrikaans kampioen tijdrijden, Beloften
2010
Beste jonge Afrikaan Ronde van Gabon
2016
 Zuid-Afrikaans kampioen op de weg, Elite

## Resultaten in voornaamste wedstrijden
| Jaar | Ronde van Italië | Ronde van Frankrijk | Ronde van Spanje |
| ---- | ---------------- | ------------------- | ---------------- |
| 2011 |                  |                     |                  |
| 2012 |                  |                     |                  |
| 2013 |                  |                     |                  |
| 2014 |                  |                     | 123e             |
| 2015 |                  |                     | 122e             |
| 2016 | 100e             |                     | 145e             |
| 2017 |                  | 162e                |                  |
| 2018 | 95e              |                     |                  |
| 2019 |                  |                     | 129e             |

| Jaar | Milaan-San Remo | Gent-Wevelgem | Ronde van Vlaanderen | Parijs-Roubaix | Amstel Gold Race | Luik-Bast.‑Luik | Ronde van Lombardije | Waalse Pijl | Parijs-Tours |  | WK op de weg |  | Wereldranglijsten |
| ---- | --------------- | ------------- | -------------------- | -------------- | ---------------- | --------------- | -------------------- | ----------- | ------------ |  | ------------ |  | ----------------- |
| 2011 |                 |               |                      |                |                  |                 |                      | opgave      |              |  |              |  |                   |
| 2012 |                 |               |                      |                |                  |                 |                      |             |              |  |              |  |                   |
| 2013 | 103e            |               |                      |                |                  |                 |                      |             |              |  |              |  |                   |
| 2014 | 88e             | 75e           | opgave               |                |                  | 108e            |                      | 107e        |              |  |              |  |                   |
| 2015 | 100e            |               |                      |                |                  |                 |                      |             | 105e         |  | opgave       |  |                   |
| 2016 |                 |               |                      |                | 61e              |                 | opgave               |             |              |  |              |  | 212e (UWT)        |
| 2017 |                 |               |                      |                | 95e              | 140e            |                      | 129e        |              |  |              |  | 423e (UWT)        |
| 2018 |                 |               | 95e                  | opgave         | opgave           |                 |                      |             |              |  |              |  |                   |
| 2019 |                 |               |                      |                |                  |                 | opgave               |             |              |  |              |  |                   |

## Ploegen
- 2006 –  Team Konica Minolta (tot 19-10)
- 2008 –  Team Neotel
- 2009 –  Trek-Marco Polo Cycling Team (vanaf 1-3)
- 2010 –  MTN Energade
- 2011 –  Veranda's Willems-Accent
- 2012 –  Team Differdange-Magic-Sportfood.de (tot 26-6)
- 2012 –  MTN Qhubeka (vanaf 27-6)
- 2013 –  MTN-Qhubeka
- 2014 –  MTN-Qhubeka
- 2015 –  MTN-Qhubeka
- 2016 –  Team Dimension Data
- 2017 –  Team Dimension Data
- 2018 –  Team Dimension Data
- 2019 –  Team Dimension Data

Evans · Girdlestone · Janse van Rensburg · McLeod · Namanyana · Niyonshuti · Potgieter · C. Van Heerden · J. Van Heerden · Venter
Caethoven · D.Cappelle · De Vocht · De Wilde · Degand · Drucker · Goris · Habeaux · Kemp · Scheirlinckx · Schmitz · Van den Houte · van Dijk · Van Goolen · van Groen · Van Melsen · Vanlandschoot · Venter · Verbist · Vernaeckt · Hollander (stagiair) · Van Den Noortgate (stagiair)
Abraha · Beneke · Brown · Debesay · Grmay · J.Janse van Rensburg · R.Janse van Rensburg · Jim · Nel · Niyonshuti · Petrus · Potgieter · Russom · Tewelde · van Niekerk · Venter · Wesemann
Ciolek · Debesay · Grmay · Janse van Rensburg · Jim · Konovalovas · Meintjes · Niyonshuti · Pardilla · Potgieter · Reguigui · Reimer · Russom · Sbaragli · Stauff · Tewelde · Thomson · van Niekerk · Venter · Wesemann · van Zyl
Augustyn · Ciolek · Debesay · Dougall · Gerdemann · Grmay · Janse van Rensburg · Jim · Konovalovas · Kudus · Meintjes · Niyonshuti · Pardilla · Potgieter · Reguigui · Reimer · Russom · Sbaragli · Stauff · Teklehaimanot · Tewelde · Thomson · van Niekerk · Venter · Wesemann · van Zyl · Hník (stagiair)
Berhane · Boasson Hagen · Bos · Brammeier · Ciolek · Cummings · Dougall · Farrar · Goss · R.Janse van Rensburg · J.Janse van Rensburg · Jim · Kudus · Meintjes · Niyonshuti · Pauwels · Reguigui · Sbaragli · Stauff · Teklehaimanot · Thomson · van Zyl · Venter · Julius (stagiair)
Antón · Berhane · Boasson Hagen · Bos · Brammeier · Cavendish · Cummings · Debesay · Dougall · Eisel · Farrar · Fraile · Haas · J.Janse van Rensburg · R.Janse van Rensburg · Jim · Kudus · Meyer · Niyonshuti · Pauwels · Reguigui · Renshaw · Sbaragli · Siwtsow · Teklehaimanot · Thomson · Venter · van Zyl · Eyob (stagiair) · Gebreigzabhier (stagiair) · Gibbons (stagiair)
Antón · Berhane · Boasson Hagen · Cavendish · Cummings · Debesay · Dougall · Eisel · Farrar · Fraile · Gibbons · Haas · J. Janse van Rensburg · R. Janse van Rensburg · King · Kudus · Morton · Niyonshuti · O'Connor · Pauwels · Reguigui · Renshaw · Sbaragli · Teklehaimanot · Thomson · Thwaites · Venter · van Zyl · Dlamini (stagiair) · Eyob (stagiair) · Gebreigzabhier (stagiair)
Antón · Berhane · Boasson Hagen · Cavendish · Cummings · Davies · Debesay · Dlamini · Dougall · Eisel · Gebreigzabhier · Gibbons · J. Janse van Rensburg · R. Janse van Rensburg · King · Kudus · Meintjes · Morton · O'Connor · Pauwels · Renshaw · Slagter · Thomson · Thwaites · Venter · Vermote · van Zyl
Bak · Boasson Hagen · Cavendish · Cummings · Davies · de Bod · Dlamini · Eisel · Gasparotto · Gebreigzabhier · Gibbons · J. Janse van Rensburg · R. Janse van Rensburg · King · Kreuziger · Mäder · Meintjes · Nizzolo · O'Connor · Renshaw · Slagter · Thomson · Tiller · Valgren · Venter · Vermote · Wyss